# Petrus en Pauluskerk (Ockenheim)
De Petrus en Pauluskerk (Duits: Kirche St. Peter und Paul) is de rooms-katholieke parochiekerk in Ockenheim, Rijnland-Palts. De plaats Ockenheim heeft slechts één kerkgebouw en elke eerste zondag van de maand maakt de protestantse gemeente Gau-Algesheim/Ockenheim eveneens gebruik van de kerk. Tevens vinden er een aantal malen per jaar oecumenische vieringen plaats.

## Geschiedenis

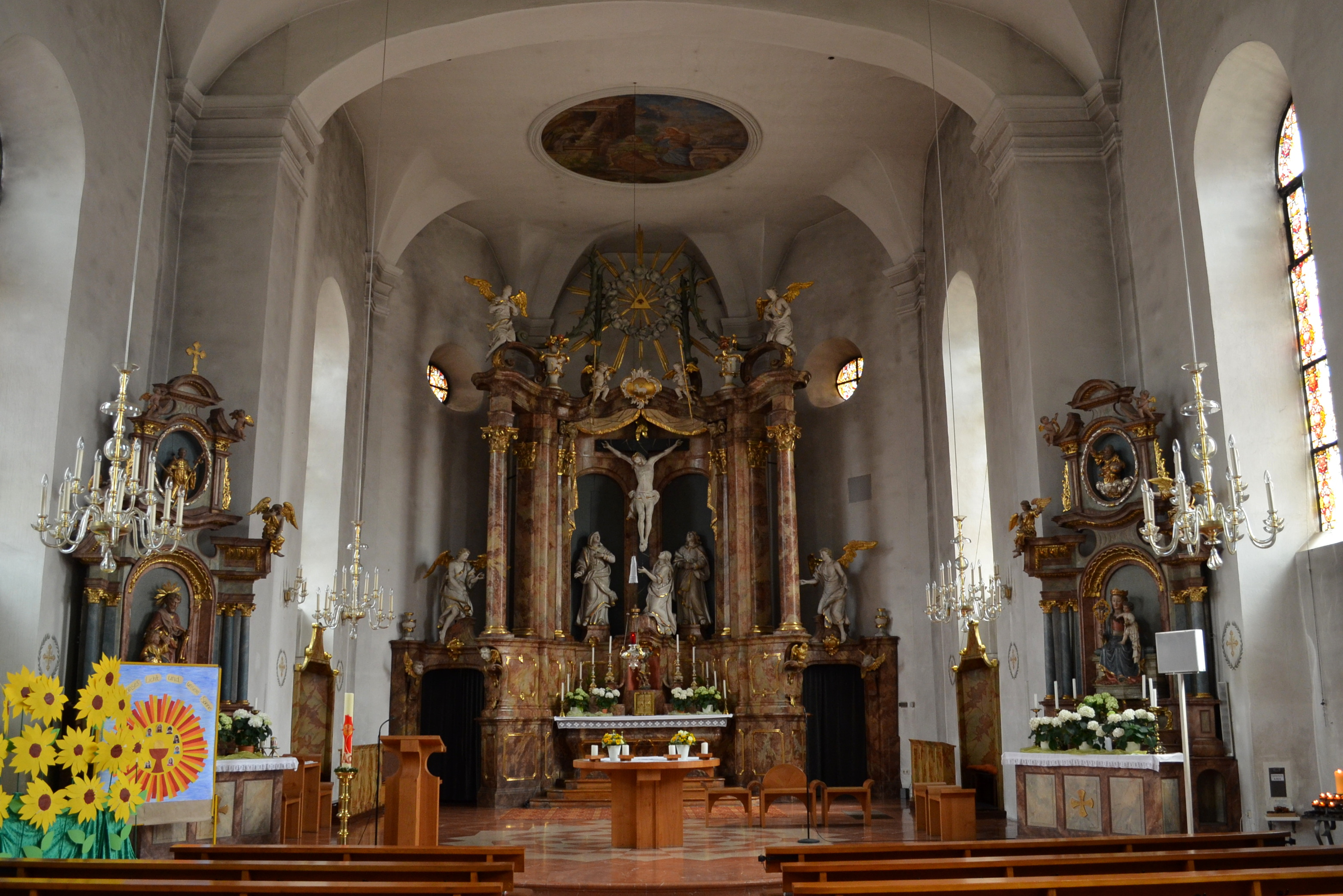
Interieur naar het oosten

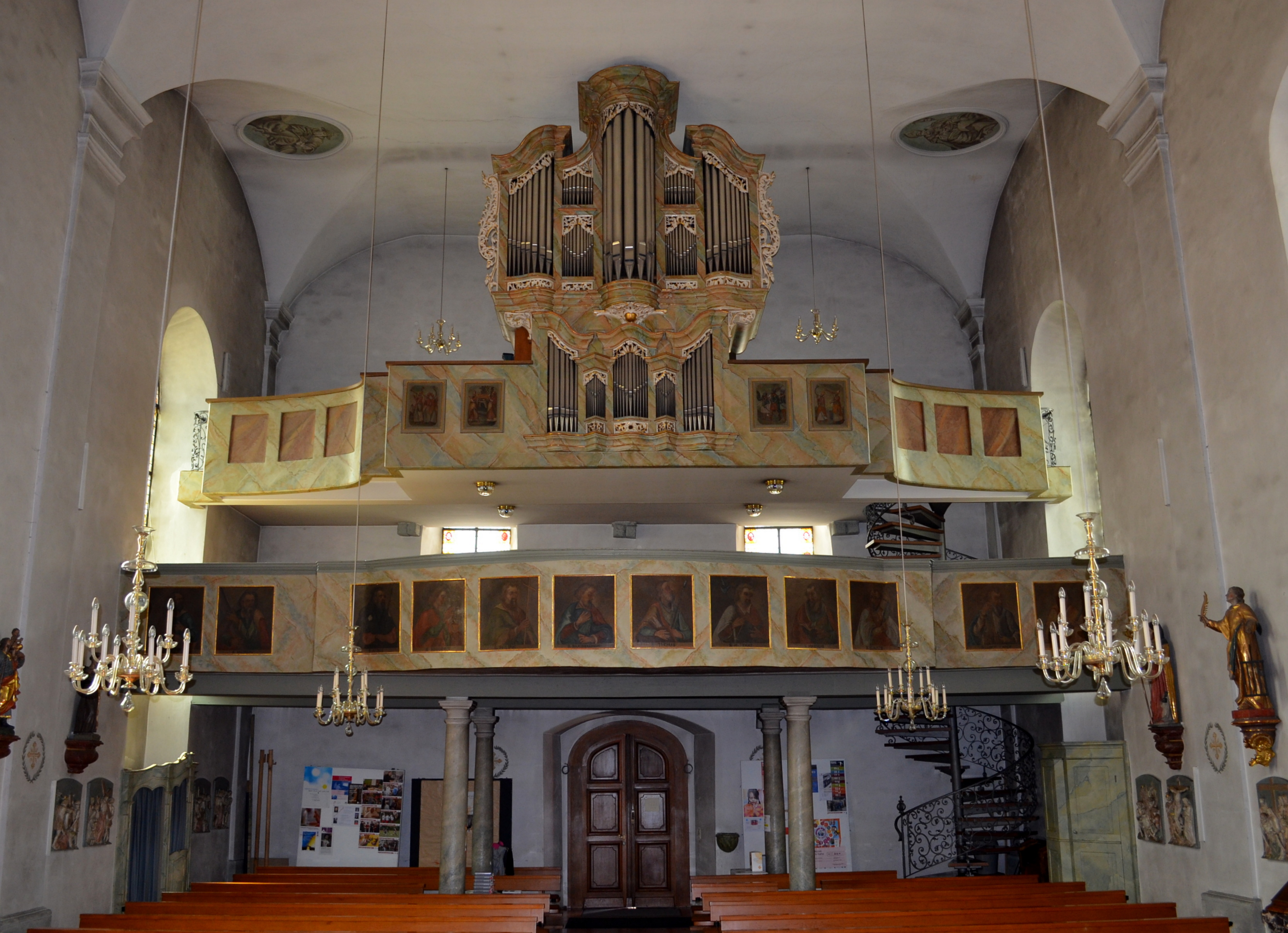
Interieur naar het westen

Het is aanwijsbaar dat de kerk reeds in de 10e eeuw geregistreerd stond als bezit van het Keulse Andreasstift. Op grond van het patrocinium van Sint-Petrus mag men aannemen dat de rechten van de Keulse aartsbisschop op de kerk van Ockenheim nog ouder zijn. Nadat er in 1311 een conflict ontstond tussen het Andreasstift en het Mainzer Maria ad Gradusstift over de afdracht van de tienden, vielen de rechten op de tienden door ruil tussen de beide stiften in 1323 toe aan Maria ad Gradus. De bebouwing van Ockenheim van het oorspronkelijke door Keulen gedomineerde grondgebied verschoof naar het Mainzer deel en dit resulteerde er ten slotte in, dat in 1774 de parochiale taken werden overgenomen door de oude, aldaar aanwezige, Mariakapel. Met de parochiale taken nam de kapel eveneens het patrocinium van de Petrus (en Paulus) over.
Aan deze verandering ging een langdurig conflict over wie de bouw- en onderhoudskosten van de parochiekerk moest betalen vooraf. In 1660 werd het Mainzer stift verplicht gesteld om het koor en de toren van de kerk te onderhouden. In 1769 beloofde het stift 2.000 gulden voor het onderhoud van de kerk bij te dragen, echter de gemeente stond er op dat het stift verantwoordelijk was voor het hele bouwwerk en in 1772 werd het stift opnieuw gesommeerd de kosten voor de toren en de kerk op zich te nemen.
Onder leiding van de pastoor Franz Bernhard Hoch werd in het jaar 1774 ten slotte begonnen met de bouw van een nieuwe katholieke parochiekerk. In 1777 volgde de bouw van een orgel door de firma Stumm en op 27 juni 1779 werd de nieuwe parochiekerk ingewijd. De bouw vond plaats onder leiding van de bouwmeester Johann Hotter uit Groß-Ostheim.

## Interieur
- Een groot hoogaltaar uit 1761 uit het atelier van de Mainzer hofschreinwerker Franz Anton Koch (de kruisigingsgroep en engelenbeelden zijn uit 1775).
- De zijaltaren stammen uit 1720.
- Een muurbeeld van de heilige Bilhildis, begin 15e eeuw.
- Een muurbeeld van de heilige Laurentius, circa 1770.
- Een uit het klooster Eberbach afkomstige eeuwige lamp (1688).
- Een monstrans uit 1722.

## Afbeeldingen

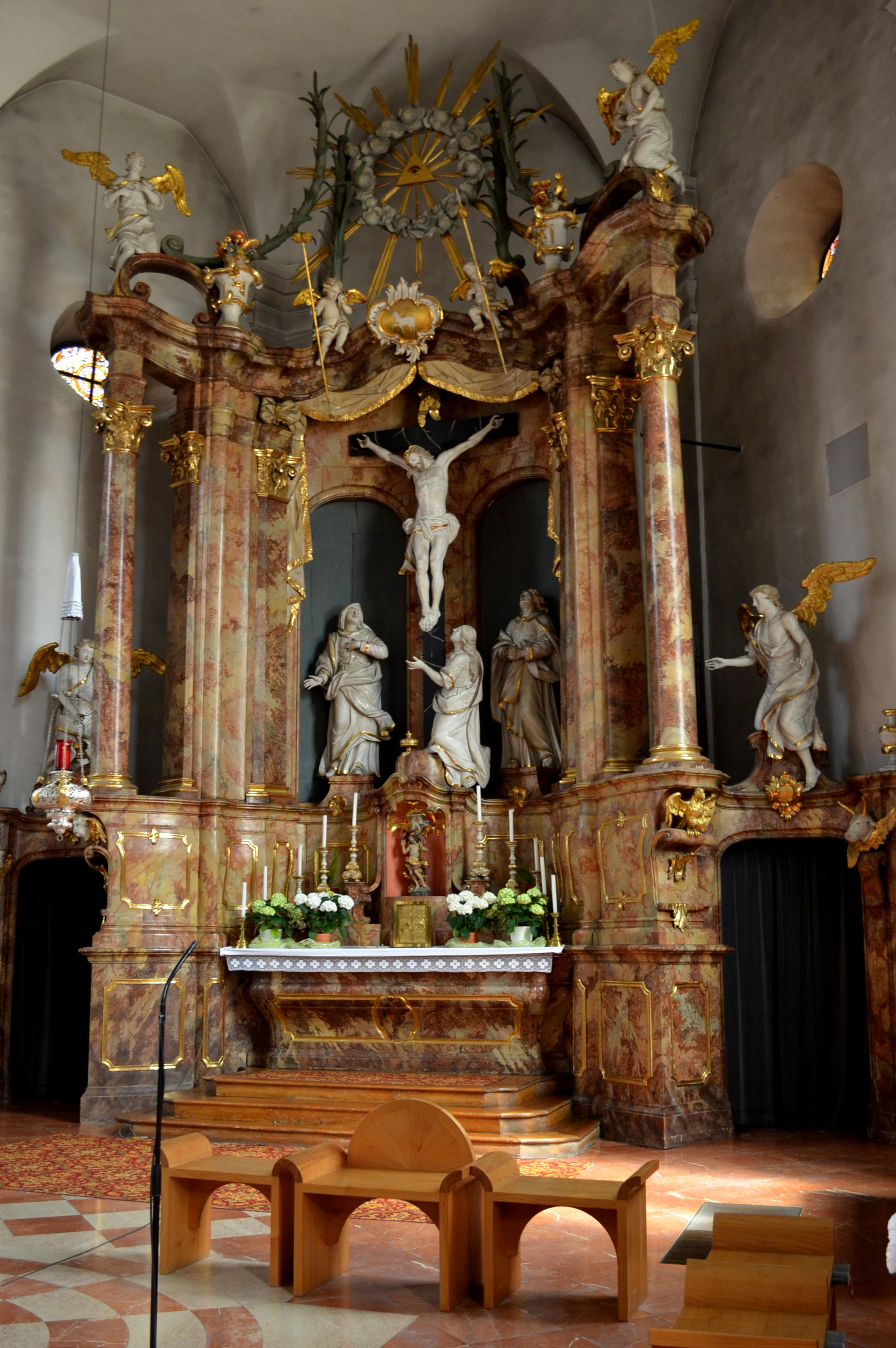
Hoogaltaar
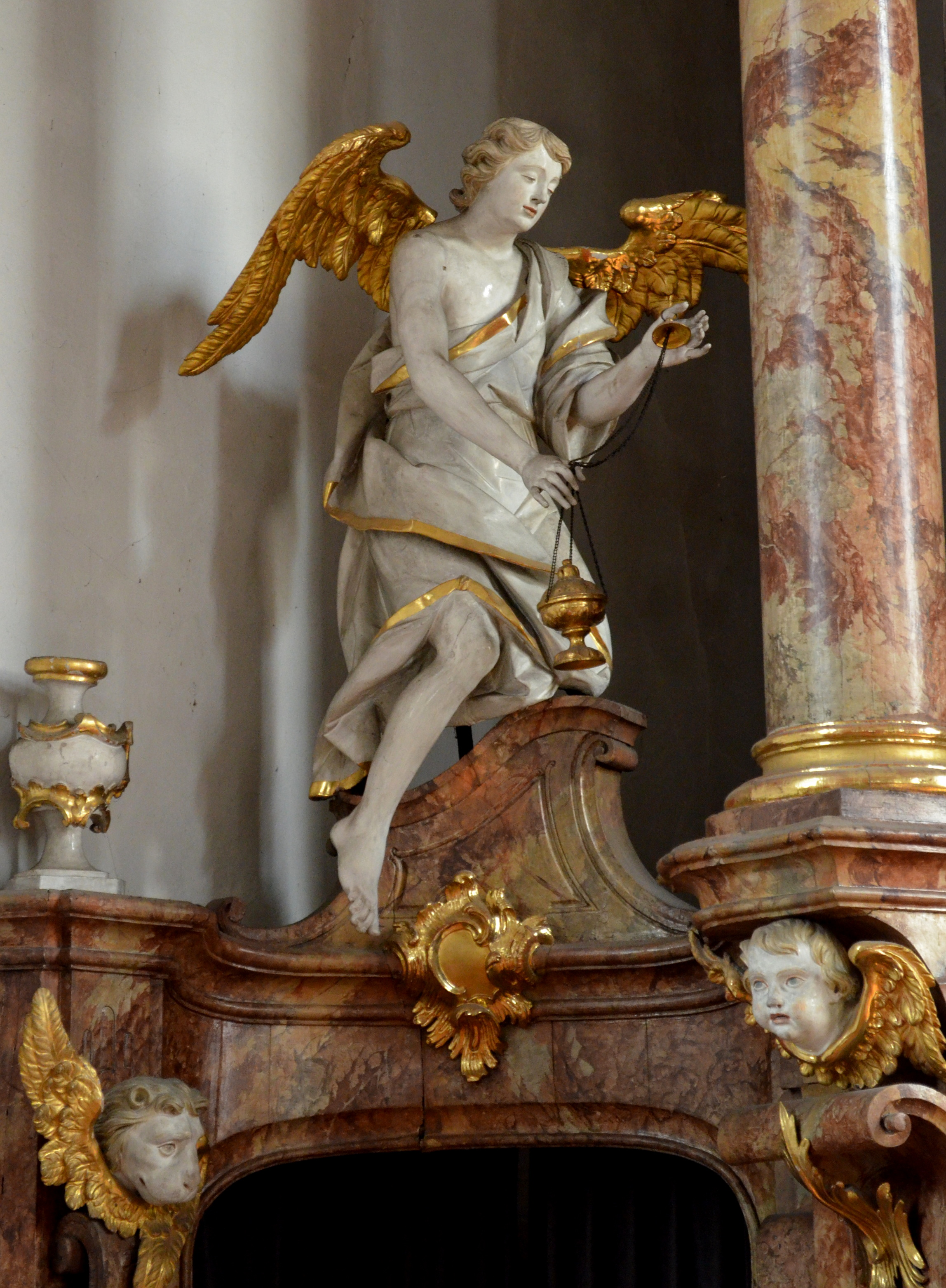
Engel hoogaltaar
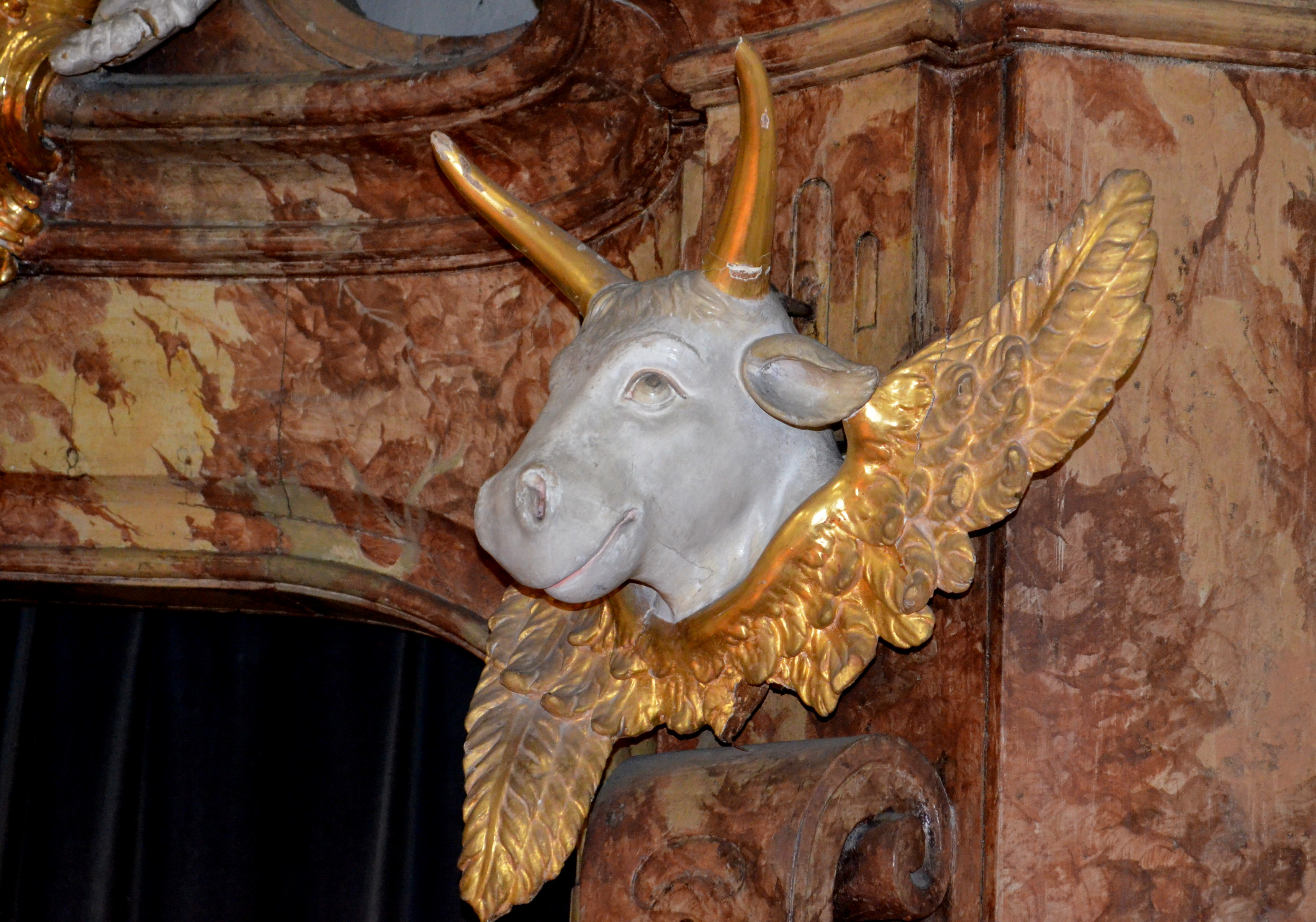
Evangelistensymbool aan het hoogaltaar
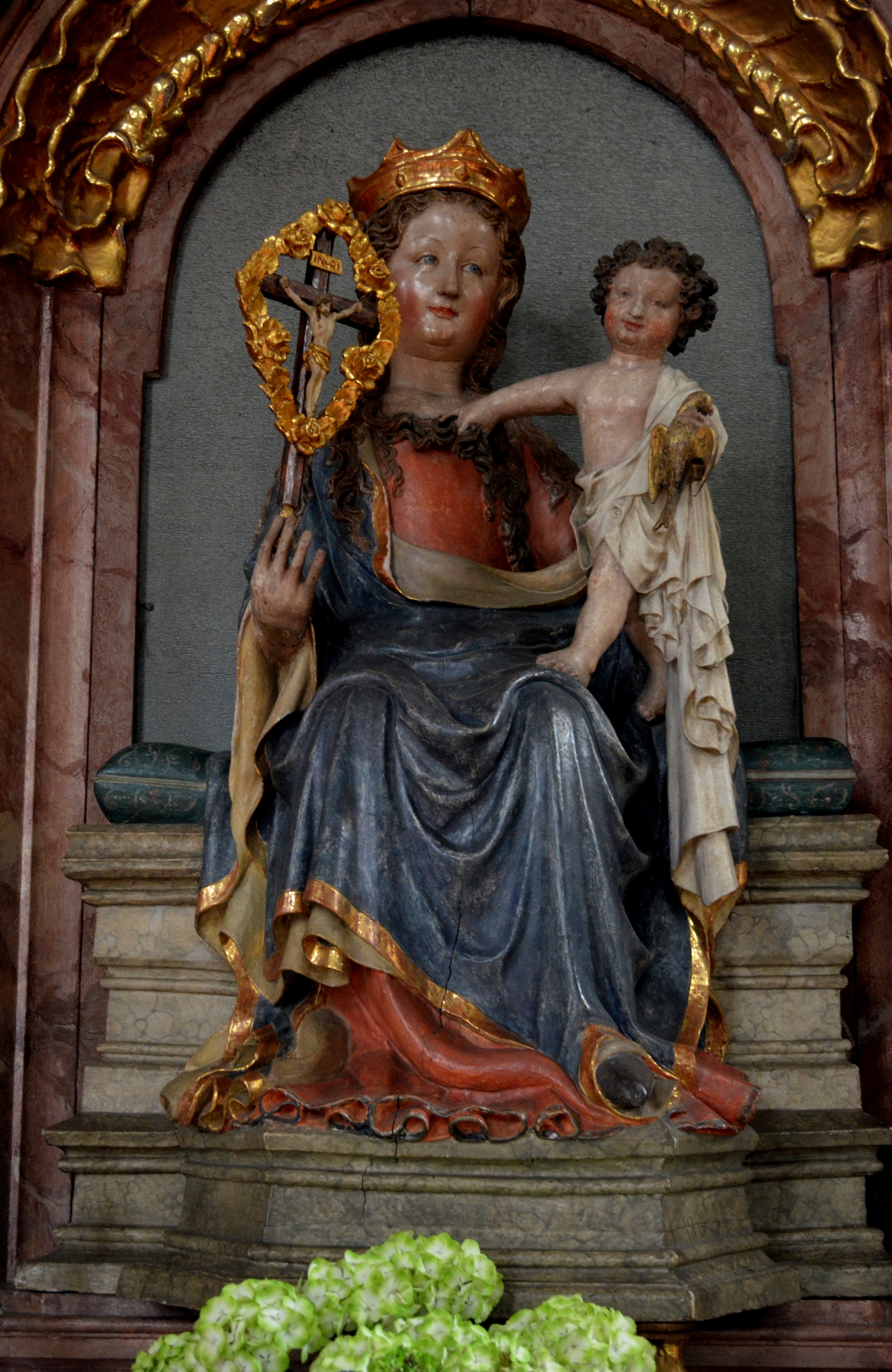
Beeld zijaltaar
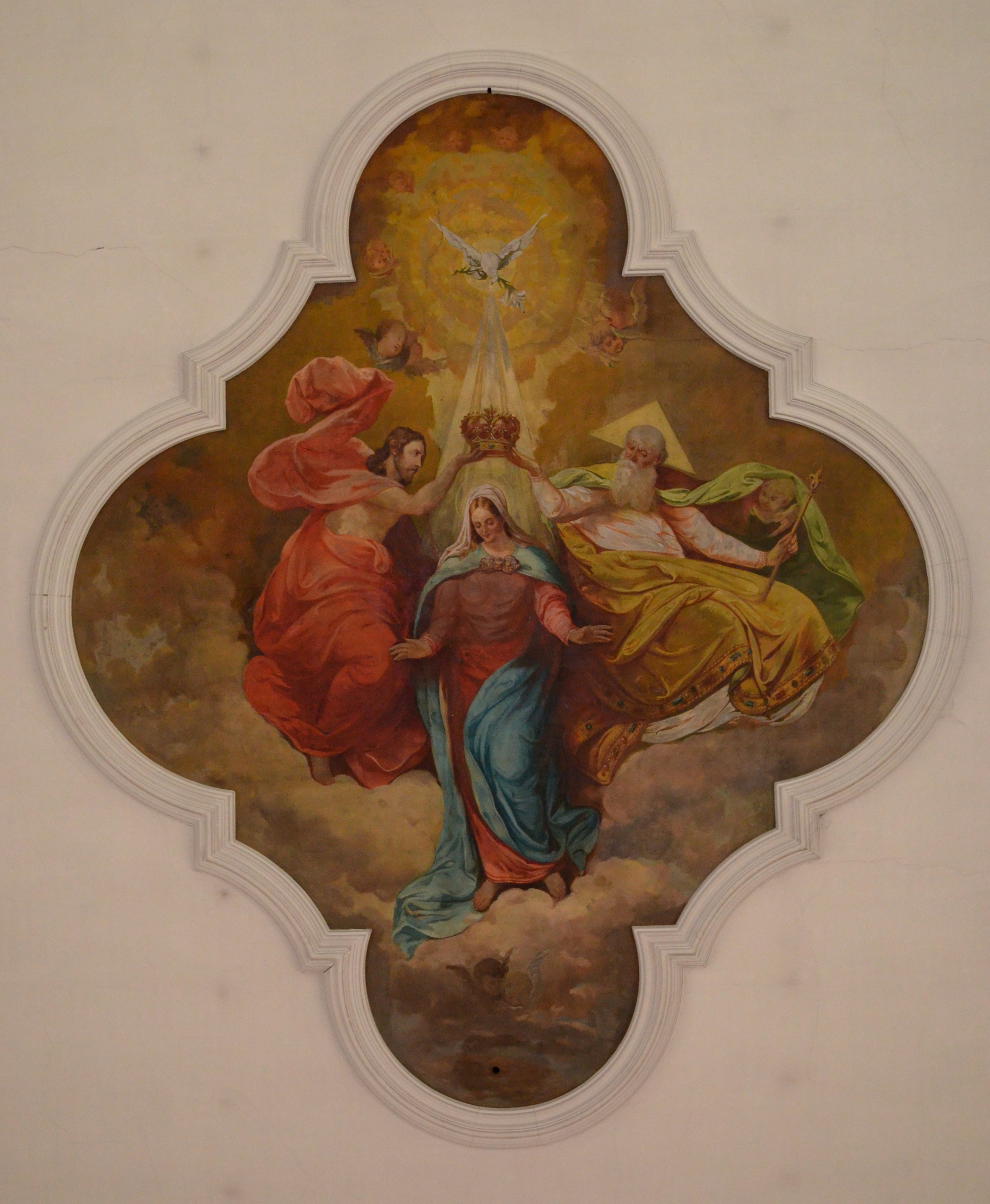
Fresco kroning Maria
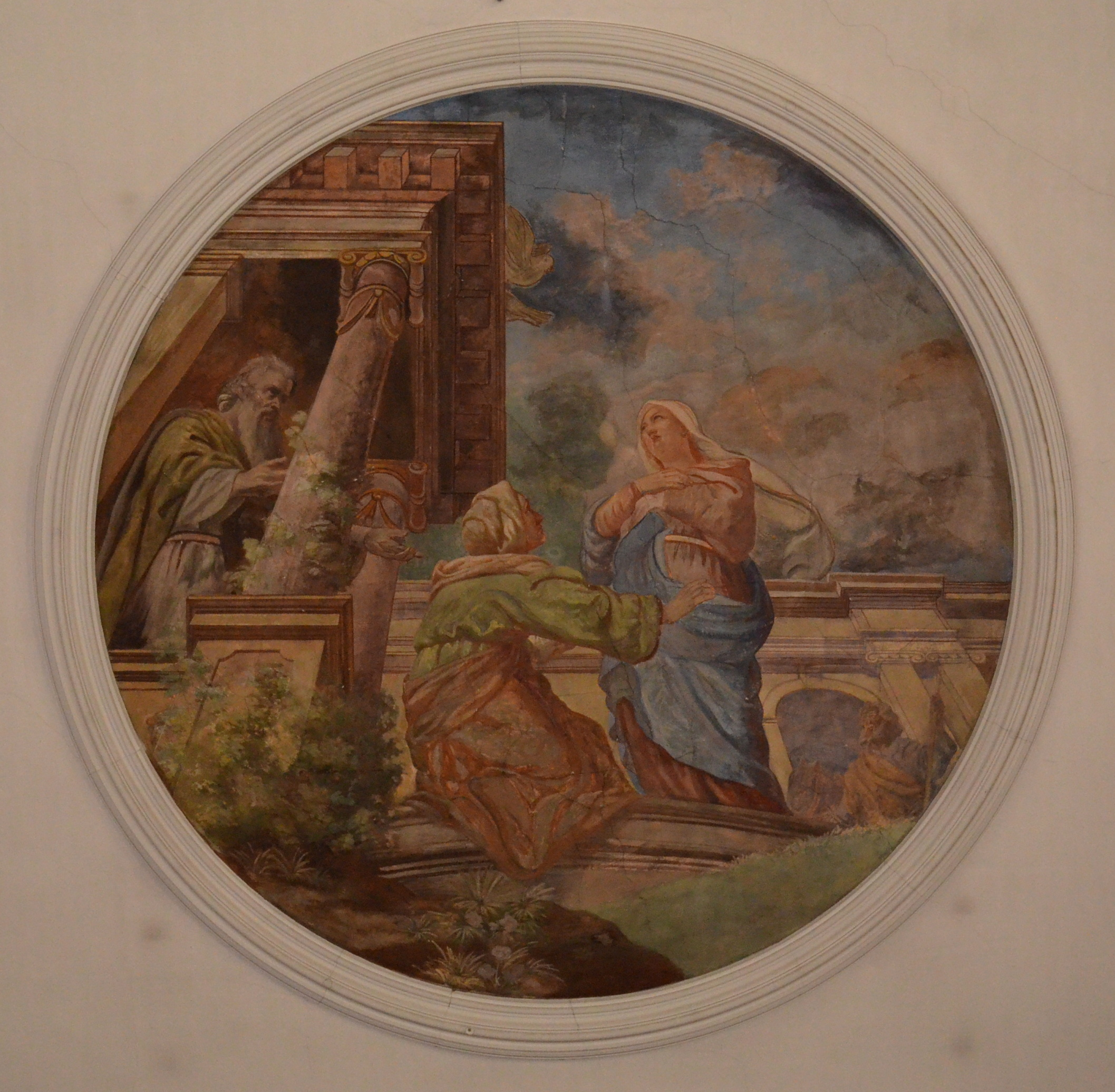
Plafondfresco
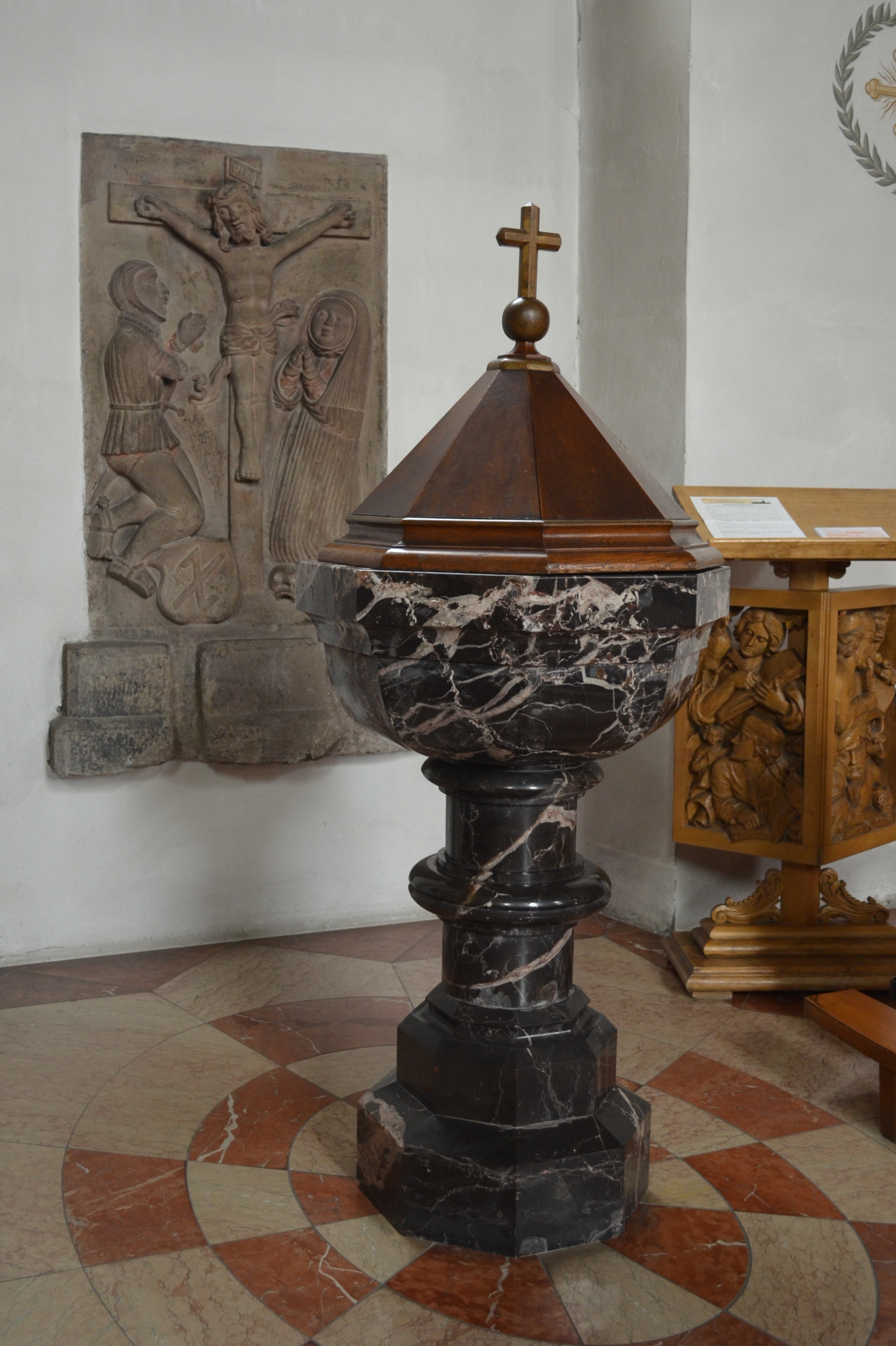
Doopvont

## Bron
- (de)  regionalgeschichte.net